# Wikipedia tiếng Ba Tư
Wikipedia tiếng Ba Tư (tiếng Ba Tư: ویکیپدیا، دانشنامهٔ آزاد, Vikipedia, Daneshname-ye Azad nghĩa là Wikipedia,  Bách khoa toàn thư mở) là phiên bản tiếng Ba Tư của Wikipedia.  Phiên bản Wikipedia này khởi động vào tháng 1 năm 2004, đạt 10.000 bài viết vào ngày 18 tháng 2 năm 2006 (26 Adhar 1383 Hsh) và 100.000 bài viết vào ngày 25 tháng 8 năm 2010.
Wikipedia tiếng Ba Tư được khởi động với nỗ lực của Roozbeh Pournader cùng nhiều người khác.

## Kiểm duyệt
Trong một báo cáo tháng 11 năm 2013 của Trung tâm Nghiên cứu Truyền thông Toàn cầu thuộc Đại học Pennsylvania, nhà nghiên cứu Collin Anderson và Nima Nazeri đã quét 800.000 bài viết tại Wikipedia tiếng Ba Tư và nhận thấy chính phủ Iran đã chặn 963 trong số này. Theo họ, "kiểm duyệt đã liên tục nhắm vào các trang tại Wikipedia về các đối thủ của chính phủ, tín ngưỡng tôn giáo thiểu số, và những lời chỉ trích nhà nước, quan chức và cảnh sát, chỉ dưới một nửa số trang bị chặn là tiểu sử, bao gồm các trang về các cá nhân bị buộc tội giam giữ hoặc giết."

## Biểu trưng

Biểu trưng kỷ niệm 300.000 bài viết của Wikipedia tiếng Ba Tư (19 tháng 2 năm 2013)
Biểu trưng kỷ niệm 400.000 bài viết (18 tháng 7 năm 2014)
Biểu trưng Wikipedia tiếng Ba Tư ngày Tết Ba Tư (21 tháng 3 năm 2015)
Biểu trưng kỷ niệm bài viết thứ 500.000 (27 tháng 7 năm 2016)